# Berberis agricola
Berberis agricola är en berberisväxtart som beskrevs av Ahrendt. Berberis agricola ingår i släktet berberisar, och familjen berberisväxter. Inga underarter finns listade i Catalogue of Life.